# Pauline van der Meer Mohr
Pauline Francoise Marie van der Meer Mohr (Den Haag, 22 februari 1960) is een Nederlands bestuurder. Ze was van 1 januari 2010 tot eind 2015 voorzitter van het College van Bestuur van de Erasmus Universiteit Rotterdam.

## Biografie
Van der Meer Mohr studeerde rechten aan de EUR en aan het Europees Universitair Instituut te Florence. Ze was daarna werkzaam bij De Brauw Blackstone Westbroek, Shell en de NAM en tot 1 juni 2006 CHRO/ directeur Personeelszaken van TNT. Van 2006 tot 2008 was zij directeur-generaal en hoofd Human Resources bij ABN AMRO. Per 1 januari 2010 werd zij voorzitter van het College van Bestuur van de Erasmus Universiteit Rotterdam. Ze was van 2011 tot 2021 lid en vice- voorzitter van de Raad van Commissarissen van DSM en lid van de Raad van Commissarissen van ASML. Sinds 1 september 2015 is zij onder andere werkzaam (geweest) als directeur en lid van de Raad van Bestuur bij HSBC Holdings plc. Ze was ook bestuurslid van het Concertgebouw en voorzitter van de Raad van Toezicht van het Nederlands Danstheater. Vanaf 1 januari 2019 is van der Meer Mohr voorzitter van de Monitoring Commissie Corporate Governance Code. Zij is thans President-commissaris van ASMi NV, commissaris van AholdDelhaize en Nationale Nederlanden, alsmede van Viatris Inc in de VS.
Onderzoekscommissies
Mr. P.F.M. van der Meer Mohr deed in 2014 onderzoek naar het functioneren van de NZa in opdracht van de minister van VWS Edith Schippers en in 2021 op verzoek van de Minister van Financiën naar het functioneren van de Nederlandsche Bank inzake het faillissement van verzekeraar Conservatrix. Ook was zij lid van de Monitoring commissie Banken.
Pauline van der Meer Mohr is gehuwd en heeft vier kinderen.